# Gladys Oroza
Gladys Oroza (1938-1982) fue una activista de derechos humanos boliviana. Esposa del pintor y muralista boliviano Walter Solón Romero Gonzales.

## Vida
Se graduó como profesora de educación musical en la Escuela Normal de Sucre.
Se casó con el artista Walter Solón el 5 de junio de 1954.
Fue madre de José Carlos Trujillo Oroza, desaparecido durante la dictadura de Hugo Banzer Suárez, y Pablo Solón Romero.Por la desaparición de su hijo José Carlos interpuso una demanda contra el Estado Boliviano ante la Corte Interamericana de Derechos Humanos.